# Casa de la Cultura de Sonora
La Casa de la Cultura del Estado de Sonora es un espacio de formación artística y cultural adscrito al Instituto Sonorense de Cultura. Su labor es está enfocada a la educación, promoción y divulgación artístico-cultural y en la que, principalmente, se brindan talleres artísticos para todo público, además de actividades de promoción de las artes en espacios especializados como teatros, galerías y otros. Abrió sus puertas el 10 de octubre de 1980, con la misión de promover, rescatar y preservar las manifestaciones artísticas y culturales de Sonora.
Es sede del Teatro de la Ciudad, del Centro de Centro de Educación Artística (CEDART) José Eduardo Pierson, así como de los grupos artísticos Antares Danza Contemporánea, la Orquesta Juvenil de Sonora, Sistema de Información Cultural del Estado de Sonora y Orquesta Filarmónica de Sonora.

## Instalaciones
Sus instalaciones incluyen espacios de usos específicos como la Galería Francisco Eusebio Kino, Ludoteca, Biblioteca Bartólome Delgado de León, teatro Íntimo, sala Luis López Álvarez, Sala de Cine Alejandro Parodi, Plaza Central y el Teatro de la Ciudad. Además albergan las oficinas de la Orquesta Filarmónica de Sonora (OFSON), el Centro de Educación Artística Eduardo Pierson y las coordinaciones artísticas de Literatura, Danza, Artes visuales, Talleres Artísticos, Teatro y el SIC Sonora.

## Talleres
En el área de artes plásticas se imparten talleres de distintos tipos y disciplinas, tales como:
- Dibujo al natural
- Dibujo
- Pintura acrílica
- Retrato
- Óleo
- Modelado y experimentación plástica para jóvenes. En el ámbito musical se llevan a cabo los talleres de estudiantina infantil (cantos, ritmos e instrumentos de percusión), órgano, coro infantil, canto, piano, guitarra clásica, guitarra popular, guitarra popular, elemental, violín, viola, saxofón, trombón, trompeta, coro, contrabajo, flauta transversal, percusiones, clarinete, oboe, fagot y solfeo.